# Chelle-Spou
Chelle-Spou è un comune francese di 107 abitanti situato nel dipartimento degli Alti Pirenei nella regione dell'Occitania.

## Società

### Evoluzione demografica
Abitanti censiti